# Jadwiga Barańska
Jadwiga Barańska (Łódź, 21 ottobre 1935 – Los Angeles, 24 ottobre 2024) è stata un'attrice e sceneggiatrice polacca.

## Biografia
Si sposò nel 1956 con il regista Jerzy Antczak, con il quale recitò in alcuni film tra cui Notti e giorni del 1975, per il quale ricevette l'Orso d'argento per la migliore attrice alla 26ª edizione del Festival di Berlino.
Fu anche autrice della sceneggiatura del film per la televisione Dama kameliowa del 1995, sempre diretto da Jerzy Antczak, e di Chopin: desiderio d'amore che nel 2002 la vide tornare sul grande schermo dopo 25 anni di assenza, nel ruolo della madre di Fryderyk Chopin.

## Filmografia
- Wraki, regia di Ewa Petelska e Czeslaw Petelski (1957)
- Zolnierz królowej Madagaskaru, regia di Jerzy Zarzycki (1958) - non accreditata
- Awantura o Basie, regia di Maria Kaniewska (1959)
- Hrabina Cosel, regia di Jerzy Antczak (1968)
- Epilog norymberski, regia di Jerzy Antczak (1971)
- Klopotliwy gosc, regia di Jerzy Ziarnik (1971)
- Notti e giorni (Noce i dnie), regia di Jerzy Antczak (1975)
- Tredowata, regia di Jerzy Hoffman (1976)
- Nido de viudas, regia di Tony Navarro (1977)
- Chopin: desiderio d'amore (Chopin. Pragnienie milosci), regia di Jerzy Antczak (2002)

## Riconoscimenti
- Phnom Penh International Film Festival
  - 1969 – Migliore attrice per Hrabina Cosel

- Gdynia Film Festival
  - 1975 – Migliore attrice per Notti e giorni

- Festival internazionale del cinema di Berlino
  - 1976 – Orso d'argento per la migliore attrice per Notti e giorni